# Архіпов Володимир Георгійович
Володимир Архіпов (20 березня 1961, Рязань) — російський художник, колекціонер. Відомий як збирач «саморобних» предметів.

## Біографія
Володимир Архіпов народився в м. Рязань в 1961 році. У 1983 році закінчив радіотехнічний інститут, працював інженером в авіаційній промисловості. З 1991 по 1993 роки займався будівельним бізнесом. З 1987 року брав приватні уроки з малювання, конструювання та скульптури. У 1996 році прослухав курс лекцій В. Подорога з візуальної антропології в РДГУ. Почав виставлятися з 1990 року.
Займався фотографією, працював в жанрі об'єкта. З 1994 року захоплений самостійним виготовленням необхідних побутових речей. Художник вибрав своїм методом пошук і показ чужих саморобних речей. Знайшов понад дві тисячі об'єктів в двадцяти трьох країнах. Створює базу даних саморобних, утилітарних предметів світу, автор сайту http://folkforms.ru/index.ru.html [Архівовано 28 січня 2019 у Wayback Machine.]. 
|  | В основі всієї цієї історії, звичайно ж, лежить моє сильне художнє враження від побаченого і бажання поділитися ним з глядачем. Я показую не свої, а чужі об'єкти - саморобні речі, яким не вистачає тільки рефлексії, для того щоб бути творами мистецтва. Чи не авторська, а глядацька рефлексія робить їх гідними будь-якого музею: автори цих об'єктів, просто не знають, що кожна людина, за висловом Йозефа Бойса - художник. Річ стає річчю, тільки знаходячи індивідуальне ім'я, власну назву. Самі автори, як правило, ніяк не називають свої творіння, і я вважаю себе не в праві називати їх. За назвою, візок Васильєва відрізняється від візка Попова тільки ім'ям і не залишається нічого іншого, як вводити ім'я автора в назву робіт: «Візок Васильєва». Але для початку ці візки, санки, відра, стільці, ящики, антени, замки, човни, мотори, машини, іграшки, інструменти треба знайти. Знайти авторів, почати діалог, записати інтерв'ю, але де шукати і що? Мої знахідки завжди випадкові: я «йду невідомо куди і шукаю невідомо що». Але закономірні: на зміну парадигмі «я - художник», повинна прийти парадигма «він - художник». Коли художник бачить художника не в собі, а в іншій людині. В цьому напрямку - невичерпні ресурси розвитку мистецтва. Тому я шукаю і показую ці дивні речі, зроблені нашими сучасниками. Їх об'єднує рідкісне явище - вони не були відчужені від автора споживачем, тобто, не були товаром. Вони не порушують бажання обивателя володіти ними, але вражають своєю неможливою в мистецтві чесністю і свободою від диктату ринку. Їх автори, звичайні люди, не ставили перед собою естетичних завдань, але незбагненним чином знайшли ці дивовижні форми. Дивіться і захоплюйтеся! |

## Персональні виставки
2016
- Ім'я речі. Галерея Роза-Азора, Москва

2014
- Post Folk Archive / Maastricht. Bonnefantenmuseum, Маастрихт, Нідерланди 2012
- Саморобна Росія. Галерея Червоний жовтень, Москва

2011
- Експедиція. Штат Мічиган, Нью-Йорк, США

2010
- Він — художник! VP- studio, Москва

2009
- Функціонуючі форми / Цюрих. Галерея Наташі Ахмерову, Цюрих, Швейцарія

2008
- Folkforms.ru, Фонд-Era, Москва, Росія
- Дизайн народу, галерея Ніни Люмер, Мілан, Італія
- Майстер-клас і воркшоп, Вільний університет дизайну і мистецтва Бользано, Італія

2006
- Функціонуючі форми Ірландії. Баррен коледж мистецтва, Беллівоган, Ко Клер, Ірландія

2005
- Що ви наробили, коломенцев!? (спеціальний проєкт 1-ї Московської бієнале), галерея Ліга, Коломна, Росія

2004
- Народна скульптура. Кунстверейн, Розенхейм, Німеччина
- Я роблю музей. Державний музей архітектури ім. Щусєва, Москва, Росія
- Вимушений дизайн / Норильськ. НХМ, Норильськ, Росія

2003
- Вимушена / NOTWEHR Російські побутові речі з колекції В. Архипова. FACTORY Kunsthalle Krems, Кремс, Австрія
- Пост-фольк-архів Уельсу. Oriel Mostyn Gallery, Llandudno, Уельс, Велика Британія

2002
- Пост-фольк-архів. Ikon-gallery, Бірменгем, Велика Британія
- Пост-фольк-архів. Shrewsbury Museum and Art Gallery, Шрусбурі, Велика Британія

2001
- Експедиція в район West Midlands, Велика Британія
- Самі женуть. Галерея М. Гельмана, Київ

2000
- Фольк-лабораторія саморобних Речі, МГХПУ ім. С. Г. Строганова, Москва, 2000—2001 рр.
- Вимушені речі Тольятті. ТКМ, м Тольятті.

1999
- Зварені. Галерея М. Гельмана, Москва
- Експедиція, Ярославська обл.
- Ярославль. Вимушене мистецтво. ЯХМ, м Ярославль.

1998
- Експедиції: Орловська обл., Тамбовська обл., Нижній Новгород, вулканів область, Австралія

1997
- Музей саморобної речі. проєкт для журналу «Проєкт Росія». 1997—2005 рр.
- Експедиції: Рязанська обл., Архангельська обл.

1996
- Пост-фольк-архів. МХМ- gallery, Прага, Чехія
- Експедиція Тверська обл.

1995
- Вимушені речі. L-галерея, м Москва.

1991
- Оголошене. Галерея в Трехпрудном п-ке, м Москва

## Колективні виставки
2016
- Ми діти галактики. Кунстраум, Цюрих

2015
- Прототіпологія. Галерея Гагосяна, Рим.
- Екстаз і аскеза. Культурний центр Vögele, Швейцарія

2014
- Видиме невидиме. Van Abbemuseum, Ендховен, Нідерланди
- Проєктування рідкості. Het Nieuwe Instituut, Роттердам, Нідерланди

2013
- Реальності мало MMOMA, Moscow
- VIII бієнале сучасного мистецтва в Ширяєве, Самарська обл., Росія

2012
- 4-я Трієнале сучасного мистецтва, Гуанчжоу
- Тиша. Новий музей сучасного мистецтва, Монако
- Російські архіви, галерея Наташі Ахмерову, Цюрих

2011
- Остальжі. Новий Музей, Нью-Йорк, США
- Вільний час. Народна галерея в Празі, Чехія
- Під. Політехнічний музей, Москва

2010
- Мистецтво витрачати час. Галерея Марс, Москва

2010-2011
- Якби я тільки знав. ММСИ, Петрівка 25, Москва

2009
- Чи не іграшки! ? Державна Третьяковська галерея, Москва
- Власні ресурси. Центр сучасного мистецтва Болить, Жирона, Іспанія
- Insiders. Музей сучасного мистецтва Бордо, Франція

2008
- Російське бідне, Перм, Росія[1]

2007
- Повернення пам'яті. Нове мистецтво з Росії. Куму арт музей, Таллін, Естонія
- Прогресивна ностальгія, Центр сучасного мистецтва Луїджі Печі, Прато, Італія
- 8-ма бієнале[2] сучасного мистецтва в Шарджі, Шарджа, ОАЕ
- 10-та триєнале скульптури, Фельбах, Німеччина

2006
- 27-я бієнале Сао — Пауло, Бразилія
- Контур світла. ГЦМ сучасної історії Росії, Москва
- Міжнародний Форум Художніх ініціатив, МГВЗ Новий Манеж, Москва

2005
- Тиранська бієнале сучасного мистецтва, Албанія
- АртКлязьма-2005. Фактор зими, або снігуроньки не вмирають. (спецпроєкт 1-ї московської бієнале сучасного мистецтва), Московська обл.
- «В іншому світі», Музей сучасного мистецтва Гельсінкі, Фінляндія
- Функціонуючі форми. АФО, Лінц, Австрія

2004
- Берлін-Москва / Москва-Берлін 1950—2000. Державний Історичний музей, Москва
- На курорт! Російське мистецтво сьогодні. Кунстхалле. Баден-Баден
- Убутні міста. Іваново — Берлін — Ліверпуль
- Сім гріхів / Любляна-Москва. галерея сучасного мистецтва Любляна, Словенія

2003
- Горизонти реальності. M HKA — Museum of Contemporary Art, Антверпнен, Бельгія
- Ми — вони. АртМосква, ЦДХ, проєкт галереї М. Гельмана, Москва
- АртКлязьма. Московська обл.

2002
- Центр тяжіння. 8-я Балтійська триєнале сучасного мистецтва. Вільнюс, Литва
- Майстерні Москви. ЦДХ
- Роботи знаходяться в Державному російською музеї, в приватних колекціях в Росії, Австрії, Швейцарії, Німеччини, Голландії.

## Громадська позиція
У 2010 році підписав відкритого листа президенту Росії на захист Андрія Єрофеєва та Юрія Самодурова .

## Цитати
- Я дуже люблю цитувати Бродського: «Що необхідно одному, абсолютно не потрібно іншому». А від слова «винахідництво» я б відмовився. Я не беру до колекції речі, про які автори говорять, що це винаходи. Раз він винахідник — нехай йде в бюро патентів. Для мене важливо інше. Я хочу виконувати роль такого собі соціального посередника, зробити авторами простих людей, розширити поле споживачів і виробників сучасного мистецтва. Правда, поки що це працює тільки в Англії. У Росії ніхто з авторів на вернісаж жодного разу не прийшов[5] (Володимир Архипов, 2002).

## Інтернет-джерела
- The Guardian [Архівовано 30 січня 2019 у Wayback Machine.]
- culturebase.net
- The Guardian [Архівовано 30 січня 2019 у Wayback Machine.]
- The Outlook Magazine
- http://www.folkforms.ru [Архівовано 11 лютого 2019 у Wayback Machine.]
- BARBARIAN ART GALLERY
- російське бідне [Архівовано 16 січня 2019 у Wayback Machine.]
- Вимушені речі. 105 штуковин з голосами їх творців з колекції Володимира Архипова [Архівовано 31 січня 2019 у Wayback Machine.]
- художній журнал [Архівовано 29 січня 2019 у Wayback Machine.]
- художній журнал [Архівовано 30 січня 2019 у Wayback Machine.]
- Музей саморобної речі [Архівовано 31 січня 2019 у Wayback Machine.]
- Розгадка російської душі [Архівовано 31 січня 2019 у Wayback Machine.]